# Donji Prnjarovec
 Donji Prnjarovec  falu Horvátországban Zágráb megyében. Közigazgatásilag Križhez tartozik.

## Fekvése
Zágrábtól 47 km-re délkeletre, községközpontjától  3 km-re északkeletre fekszik.

## Története
Lakosságát csak 1900-tól számítják önállóan, addig a szomszédos Gornji Prnjaroveccel együtt alkotta Prnjarovec települést.
1910-ben 177 lakosa volt. Trianon előtt Belovár-Kőrös vármegye Križi járásához tartozott. A településnek 2001-ben 66 lakosa volt.

## Lakosság
| Lakosság változása | Lakosság változása | Lakosság változása | Lakosság változása | Lakosság változása | Lakosság változása | Lakosság változása | Lakosság változása | Lakosság változása | Lakosság változása | Lakosság változása | Lakosság változása | Lakosság változása | Lakosság változása | Lakosság változása |
| ------------------ | ------------------ | ------------------ | ------------------ | ------------------ | ------------------ | ------------------ | ------------------ | ------------------ | ------------------ | ------------------ | ------------------ | ------------------ | ------------------ | ------------------ |
| 1857               | 1869               | 1880               | 1890               | 1900               | 1910               | 1921               | 1931               | 1948               | 1953               | 1961               | 1971               | 1981               | 1991               | 2001               |
| 0                  | 0                  | 0                  | 0                  | 152                | 177                | 185                | 186                | 231                | 226                | 213                | 132                | 97                 | 70                 | 66                 |

## Külső hivatkozások
Križ község hivatalos oldala